# Ромулус (Нью-Йорк)
Ромулус (англ. Romulus) — місто (англ. town) в США, в окрузі Сенека штату Нью-Йорк. Населення — 3203 особи (2020).

## Демографія
Згідно з переписом 2010 року, у місті мешкало 4316 осіб у 821 домогосподарстві у складі 576 родин. Було 1101 помешкання
Расовий склад населення:
| - 66,5 % — білих - 29,2 % — чорних або афроамериканців - 0,5 % — корінних американців - 0,3 % — азіатів - 2,8 % — осіб інших рас |

До двох чи більше рас належало 0,7 %. Частка іспаномовних становила 9,2 % від усіх жителів.
За віковим діапазоном населення розподілялося таким чином: 14,5 % — особи молодші 18 років, 78,8 % — особи у віці 18—64 років, 6,7 % — особи у віці 65 років та старші. Медіана віку мешканця становила 33,4 року. На 100 осіб жіночої статі у місті припадало 264,2 чоловіків;  на 100 жінок у віці від 18 років та старших — 324,1 чоловіків також старших 18 років.
Середній дохід на одне домашнє господарство  становив 69 046 доларів США (медіана — 57 550), а середній дохід на одну сім'ю — 85 195 доларів (медіана — 68 333). Медіана доходів становила 40 101 долар для чоловіків та 29 200 доларів для жінок. За межею бідності перебувало 8,1 % осіб, у тому числі 5,0 % дітей у віці до 18 років та 12,4 % осіб у віці 65 років та старших.
Цивільне працевлаштоване населення становило 883 особи. Основні галузі зайнятості: освіта, охорона здоров'я та соціальна допомога — 22,4 %, виробництво — 16,9 %, роздрібна торгівля — 14,8 %.